# Luis Eduardo González González
Luis Eduardo González González (Young, 28 de agosto de 1952) es un detenido desaparecido uruguayo durante la dictadura cívico-militar en Uruguay, en el marco del Plan Cóndor. Su caso fue llevado a la Corte Interamericana de Derechos Humanos, en Maidnaik y otros vs. Uruguay. La Corte encontró que el Estado era responsable por su desaparición y lo condenó a realizar un acto de reconocimiento por esa responsabilidad, entre otros actos de terrorismo de Estado.

## Biografía
Nació en Young, el 28 de agosto de 1952, estudiante de medicina. Militó activamente en la sección gremial de la Federación de Estudiantes Universitarios del Uruguay y fue militante del Partido Comunista Revolucionario, donde llegó a cumplir roles relevantes en la organización de actividades de resistencia contra la dictadura militar.
El 28 de enero de 1974 contrajo matrimonio con Elena Zaffaroni. Ambos fueron detenidos en su domicilio el 13 de diciembre de 1974, entonces Elena estaba embarazada y dio a luz estando presa. Ambos fueron conducidos al Regimiento de Caballería N.º 6. Posteriormente a su detención y luego de numerosas gestiones realizadas por sus familiares para saber sobre su paradero, la División de Ejército N.º 1 emitió un comunicado donde hizo constar que con fecha de 26 de diciembre de 1974, Luis Eduardo González «había fugado de un procedimiento en ocasión reconocía un lugar».
El 11 de enero de 1974 fue requerido por un comunicado de prensa de las Fuerzas Conjuntas. Su esposa testimonia que pudo ver a su esposo en varias oportunidades mientras eran interrogados. La última vez que pudo verlo, se encontraba lúcido pero en muy mal estado físico.

## Desaparición
Según el informe de la Comisión para la Paz (2003) falleció el 26 de diciembre de 1974 a causa de las torturas recibidas. El informe de las Fuerzas Armadas al Presidente de la República (2005), no precisa fecha de muerte y señala que esta ocurrió a fines de diciembre de 1974. Varios militares fueron identificados y mencionados por haber participado en el operativo de detención: entre ellos, el Capitán Manuel Cordero presente en la detención de ambos, y el Teniente Roberto Echavarría quien le aseguró tiempo después a Elena, estando esta en prisión en el Establecimiento para mujeres de Punta de Rieles, que sobre su esposo «nunca iba a saber más nada».[cita requerida]
En cumplimiento de la sentencia de la Corte Interamericana de Derechos Humanos, el 15 de junio de 2023 se realizó el acto de reconocimiento de la responsabilidad del Estado frente a los asesinatos de las "muchachas de abril" y la desaparición de Eduardo González y Oscar Tassino, víctimas del terrorismo de Estado.